# Hebella laterocaudata
Hebella laterocaudata är en nässeldjursart som beskrevs av Chantal Billard 1942. Hebella laterocaudata ingår i släktet Hebella och familjen Hebellidae. Inga underarter finns listade i Catalogue of Life.